# Pa'l Norte 2025
Pa'l Norte 2025 fue la decimotercera edición del festival. Se llevó a cabo en el Parque Fundidora los días 4, 5 y 6 de abril.

## Desarrollo
La preventa inició el 22 de octubre de 2024 para clientes Hey banco a través de Ticketmaster, con precio por abono general $4370, general+ $5465, ascendente $6490 y VIP $8750. La venta general comenzó al día siguiente.
El 5 de marzo de 2025 se confirmó un aumento en la extensión de Pa’l Norte dentro del Parque Fundidora pasando de 36 a 41 hectáreas, integrando la Explanada Sopladores, siendo la nueva ubicación del escenario Oasis Bacardí.
La cifra total de asistencia fue mayor a 300 000 espectadores, aproximadamente 100 000 por día y dejando una derrama económica estimada de hasta $2000 millones.

## Line up
La lista de participantes se dio a conocer el 29 de octubre de 2024, encabezada por Green Day, Justin Timberlake y Olivia Rodrigo, además de Massive Attack, Seventeen, The Chainsmokers, Gesaffelstein, Fall Out Boy, Caifanes, The Black Keys, Benson Boone, Kings of Leon, Charli XCX, Garbage y Parcels.
El 28 de febrero de 2025 se anunció la cancelación del dúo estadounidense The Black Keys por cuestiones de salud de uno de sus integrantes. Su reemplazo fue Foster the People.
El 31 de marzo de 2025 se anunciaron en redes sociales los horarios y escenarios de cada artista. El mismo día se confirmó la baja de Sen Senra.

### Tecate Light
| Viernes                                                                                          | Sábado                                                                                         | Domingo                                                                 |
| ------------------------------------------------------------------------------------------------ | ---------------------------------------------------------------------------------------------- | ----------------------------------------------------------------------- |
| - Green Day - The Chainsmokers - Seventeen - Juanes - Nathy Peluso - Little Jesus - The Midnight | - Justin Timberlake - Fall Out Boy - Caifanes - Claptone - División Minúscula - Motel - Insite | - Olivia Rodrigo - Kings of Leon - Parcels - Sabino - Caloncho - Cassia |

### Tecate Original
| Viernes                                                                               | Sábado                                                                                    | Domingo                                                                                          |
| ------------------------------------------------------------------------------------- | ----------------------------------------------------------------------------------------- | ------------------------------------------------------------------------------------------------ |
| - Massive Attack - Mon Laferte - Los Caligaris - Edén Muñoz - Porter - LosPetitFellas | - Codiciado - Benson Boone - Foster the People - Álex Lora y El Tri - El Malilla - Dorian | - Los Auténticos Decadentes - Charli XCX - Garbage - Capital Cities - Kakkmaddafakka - Kaia Lana |

### Fusión Telcel
| Viernes | Sábado                                                                                            | Domingo |
| --- | ------------------------------------------------------------------------------------------------- | --- |
| - Víctimas del Doctor Cerebro - St. Vincent - The Marías - Artemas - One Ok Rock - Comisario Pantera - Samuraï | - Inspector - Ke Personajes - The Driver Era - Matisse - Carlos Sadness - Monsieur Periné - Nafta | - A.B. Quintanilla - Nortec: Bostich + Fussible - Kany García - Jumbo - Kidd Keo - Arde Bogotá - Salón Victoria |

### Sorpresa Viva[8]
| Viernes                        | Sábado                                                                        | Domingo                     |
| ------------------------------ | ----------------------------------------------------------------------------- | --------------------------- |
| - 3BallMTY - Alicia Villarreal | - David Bisbal - A.B. Quintanilla (feat. Ximena Sariñana, Matisse y Belanova) | - Vengaboys - Gente de Zona |

### Oasis Bacardí
| Viernes | Sábado                                                                           | Domingo                                                                                      |
| --- | -------------------------------------------------------------------------------- | -------------------------------------------------------------------------------------------- |
| - La Joaqui - Tito Double P - Ca7riel y Paco Amoroso - Lit Killah - The Change - ILe - Olivia Wald - AgusFortnite2008 & Stiffy | - Cris MJ - Juan Magán - La Receta - Jere Klein - DrefQuila - Akil Ammar - Magna | - Jasiel Núñez - MC Davo - Dillom - ARON - Six Sex - Tino El Pingüino - Dani Ribba - Easykid |

### Club Social Kia
| Viernes | Sábado | Domingo |
| --- | --- | --- |
| - Gesaffelstein - Barry Can't Swim - Rosa Pistola - Tinzo + Jojo - Maboy - Inji - Perreo Club - Yiss and Dala - Puff the DJ | - Nervo - Zulan - Guetto Kids - Jessica Audiffred - Subelo Neo - Urbøi - Mygal - Vadhir - Mau Moctezuma - DJ Chaka - Fonica | - Timmy Trumpet - Uzielito Mix - Whipped Cream - Pablito Pesadilla - Víctor Cárdenas - DJ Habibeats - Xandra - Cuba Dorada - Cuga |

### Acústico Hey Banco
| Viernes                                                                                  | Sábado | Domingo                                                                        |
| ---------------------------------------------------------------------------------------- | --- | ------------------------------------------------------------------------------ |
| - Monsieur Periné - Saúl Hernández - Carlos Sadness - Meme del Real - Adanowsky - El Zar | - Capital Cities - Jumbo - Kakkmaddafakka - Caloncho - El David Aguilar - Jacinto - Macario Martínez - Primavera Club | - Álex Lora y El Tri - Little Jesus - Ela Taubert - Rubytates - Valeria Dávila |

### Villa Maravilla Tecate
| Viernes | Sábado | Domingo |
| --- | --- | --- |
| - Sasha & John Digweed - Dave Seaman - Victoria - Tripolism - Tom & Collins - Paco Versailles - Gil Cerezo - Jullian Cartablancas - Valeriana | - Hugel - WhoMadeWho - Mr. Belt and Wezol - Kawas b2b Inbal - Dandara - Midnight Generation - Camila Valero - Spika - Emi Hdzz | - Deep Dish - Marcel Dettmann - YoSoyMatt - HoneyLuv - Camel Power Club - Edu Maruri - Pato Shoucair - Rosa Sánchez |

### Hot Nuts Pilo’s Bar
| Viernes                                                                                       | Sábado | Domingo |
| --------------------------------------------------------------------------------------------- | --- | --- |
| - Sultan - Los Cadetes de Linares - Good Ole Boys - Luis y Julián Jr - Carolina Ross - Sultan | - Grupo Fulminante - Herederos de Nuevo León - Grupo Fulminante - La Casetera - Ysrael Barajas - Raziel Garza y Sus Funcionarios | - Akilatados - Edwin Luna y La Trakalosa - La Mole y sus Amigos - Leandro Ríos - Sahir Montoya - Akilatados |